# Kristiansund Ballklubb 2016
Questa voce raccoglie le informazioni riguardanti il Kristiansund Ballklubb nelle competizioni ufficiali della stagione 2016.

## Stagione
Il 16 dicembre 2015 sono stati compilati i calendari in vista della nuova stagione, con il Kristiansund che avrebbe disputato la 1ª giornata nel weekend del 3 aprile andando a far visita al Mjøndalen, all'Isachsen Stadion.
Il 1º aprile è stato sorteggiato il primo turno del Norgesmesterskapet 2016: il Kristiansund avrebbe così fatto visita all'Herd. L'Herd si è imposto per 4-2 ai tiri di rigore, dopo il 2-2 maturato al termine dei tempi supplementari: il Kristiansund ha così salutato la competizione al primo turno.
Il 23 ottobre, a seguito del pareggio esterno per 1-1 contro il Jerv, la squadra si è assicurata la promozione in Eliteserien con una giornata d'anticipo sulla fine del campionato.

## Maglie e sponsor
Lo sponsor tecnico per la stagione 2016 è stato Umbro, mentre lo sponsor ufficiale è stato Sparebank 1 Nordvest. La divisa casalinga era composta da una maglietta blu scuro con inserti bianchi, con pantaloncini e calzettoni blu scuro. Quella da trasferta prevedeva una divisa totalmente rossa, con inserti bianchi.
| Casa | Trasferta |

## Rosa
| N. |                           | Ruolo | Calciatore         |
| -- | ------------------------- | ----- | ------------------ |
| 1  | Norvegia (bandiera)       | P     | Alexander Hovdevik |
| 2  | Norvegia (bandiera)       | D     | Joakim Bjerkås     |
| 3  | Norvegia (bandiera)       | C     | Olav Nerland       |
| 4  | Nigeria (bandiera)        | C     | Thompson Ekpe      |
| 4  | Senegal (bandiera)        | C     | Bocar Seck         |
| 5  | Norvegia (bandiera)       | D     | Dan Peter Ulvestad |
| 6  | Norvegia (bandiera)       | A     | Tor Erik Torske    |
| 7  | Norvegia (bandiera)       | A     | Rocky Lekaj        |
| 7  | Norvegia (bandiera)       | A     | Daniel Berg        |
| 8  | Norvegia (bandiera)       | C     | Pål Erik Ulvestad  |
| 9  | Svezia (bandiera)         | C     | Liridon Kalludra   |
| 10 | Norvegia (bandiera)       | C     | Sverre Økland      |
| 11 | Costa d'Avorio (bandiera) | A     | Daouda Bamba       |
| 13 | Senegal (bandiera)        | P     | Serigne Mor Mbaye  |
| 14 | Norvegia (bandiera)       | D     | Espen Næss Lund    |
| 15 | Norvegia (bandiera)       | D     | Erlend Sivertsen   |
| 16 | Norvegia (bandiera)       | A     | Jonas Rønningen    |

| N. |                     | Ruolo | Calciatore          |
| -- | ------------------- | ----- | ------------------- |
| 17 | Norvegia (bandiera) | D     | Victor Grodås       |
| 18 | Norvegia (bandiera) | C     | Jesper Isaksen      |
| 19 | Norvegia (bandiera) | C     | Andreas Hopmark     |
| 20 | Senegal (bandiera)  | A     | Amidou Diop         |
| 21 | Norvegia (bandiera) | P     | Roger Berntzen      |
| 23 | Svezia (bandiera)   | P     | Conny Månsson       |
| 24 | Norvegia (bandiera) | D     | Sondre Sørli        |
| 34 | Norvegia (bandiera) | C     | Sigur Koksvik       |
| 39 | Norvegia (bandiera) | A     | Jean Alassane Mendy |
| 43 | Norvegia (bandiera) | D     | Øyvind Olsen        |
| 48 | Norvegia (bandiera) | A     | Ådne Bruseth        |
| 52 | Norvegia (bandiera) | C     | Tobias Lysø         |
| 77 | Norvegia (bandiera) | A     | Rozhat Shaswari     |
| 86 | Norvegia (bandiera) | C     | Andreas Rødsand     |
| 92 | Norvegia (bandiera) | C     | Kamer Qaka          |
| 99 | Senegal (bandiera)  | D     | Aliou Coly          |

## Calciomercato

### Sessione invernale(dal 01/01 al 31/03)
| Arrivi | Arrivi              | Arrivi       | Arrivi     |
| R.     | Nome                | da           | Modalità   |
| ------ | ------------------- | ------------ | ---------- |
| C      | Kamer Qaka          | Sarpsborg 08 | prestito   |
| C      | Bocar Seck          | Bærum        | prestito   |
| A      | Amidou Diop         | Molde        | prestito   |
| A      | Jean Alassane Mendy | Sandefjord   | definitivo |

| Partenze | Partenze            | Partenze | Partenze      |
| R.       | Nome                | a        | Modalità      |
| -------- | ------------------- | -------- | ------------- |
| P        | Sigve Djuvsland     |          | svincolato    |
| P        | Serigne Mor Mbaye   | Eupen    | fine prestito |
| D        | Stian Gregersen     | Molde    | fine prestito |
| D        | Patrik Hjelmseth    |          | svincolato    |
| C        | Marius Hagen        |          | svincolato    |
| C        | Dawda Leigh         |          | svincolato    |
| C        | Ole Kristian Rødahl |          | svincolato    |
| A        | Mahmoud El Haj      |          | svincolato    |
| A        | Øyvind Hoås         |          | ritiro        |

### Tra le due sessioni
| Arrivi | Arrivi | Arrivi | Arrivi   |
| R.     | Nome   | da     | Modalità |
| ------ | ------ | ------ | -------- |

| Partenze | Partenze        | Partenze | Partenze   |
| R.       | Nome            | a        | Modalità   |
| -------- | --------------- | -------- | ---------- |
| A        | Daniel Berg     |          | svincolato |
| A        | Rozhat Shaswari |          | svincolato |

### Sessione estiva(dal 21/07 al 17/08)
| Arrivi | Arrivi            | Arrivi  | Arrivi     |
| R.     | Nome              | da      | Modalità   |
| ------ | ----------------- | ------- | ---------- |
| P      | Serigne Mor Mbaye |         | svincolato |
| D      | Victor Grodås     | Sogndal | prestito   |
| C      | Thompson Ekpe     | Molde   | prestito   |
| A      | Rocky Lekaj       | Raufoss | definitivo |

| Partenze | Partenze    | Partenze | Partenze      |
| R.       | Nome        | a        | Modalità      |
| -------- | ----------- | -------- | ------------- |
| C        | Bocar Seck  | Bærum    | fine prestito |
| A        | Amidou Diop | Molde    | fine prestito |

## Risultati

### 1. divisjon

#### Girone di andata
| Arbitro: | Eskås (Oslo) |

|                                             |           |           |
| Pellegrino 74’ Hellum 76’ Olsen Solberg 81’ | Marcatori | 47’ Mendy |

| Arbitro: | Amland (Bergen) |

|                                    |           |  |
| Kippersund Rønningen 14’ Bamba 84’ | Marcatori |  |

| Arbitro: | Hansen (Oslo) |

|  |           |           |
|  | Marcatori | 71’ Bamba |

| Arbitro: | Tennøy (Bergen) |

|                |           |           |
| Bamba 69’, 89’ | Marcatori | 90’ Solli |

| Oslo 1º maggio 2016, ore 18:00 5ª giornata | KFUM Oslo      | 0 – 0 referto | Kristiansund BK | KFUM-Arena (613 spett.)\| Arbitro: \| Hauge (Bergen) \| |
| Arbitro:                                   | Hauge (Bergen) |               |                 |                                                         |

| Arbitro: | Moen (Lillestrøm) |

|                         |           |           |
| Diop 10’, 83’ Bamba 45’ | Marcatori | 32’ Stene |

| Arbitro: | Saggi (Drammen) |

|            |           |                                        |
| Maykel 28’ | Marcatori | 45’ Bamba 46’ (aut.) Mederos 75’ Mendy |

| Arbitro: | Gjermshus (Oslo) |

|                |           |  |
| Bamba 60’, 85’ | Marcatori |  |

| Arbitro: | Amland (Bergen) |

|                        |           |                    |
| Skartun 19’ Bøgild 23’ | Marcatori | 51’ Mendy 54’ Coly |

| Arbitro: | Hansen (Oslo) |

|                     |           |                |
| Økland 38’ Diop 81’ | Marcatori | 90’ Stephensen |

| Arbitro: | Smehus Kringstad (Oslo) |

|                   |           |                         |
| Østigård Ness 81’ | Marcatori | 33’ Bamba 39’, 89’ Diop |

| Sandefjord 12 giugno 2016, ore 13:00 12ª giornata | Sandefjord    | 0 – 0 referto | Kristiansund BK | Komplett Arena (3.180 spett.)\| Arbitro: \| Hansen (Feda) \| |
| Arbitro:                                          | Hansen (Feda) |               |                 |                                                              |

| Arbitro: | Hagenes (Marikollen) |

|           |           |  |
| Bamba 74’ | Marcatori |  |

| Arbitro: | Døvle (Larvik) |

|  |           |         |
|  | Marcatori | 3’ Diop |

| Arbitro: | Tennøy (Bergen) |

|           |           |  |
| Mendy 44’ | Marcatori |  |

#### Girone di ritorno
| Arbitro: | Smehus Kringstad (Oslo) |

|                 |           |  |
| Herrem 47’, 66’ | Marcatori |  |

| Arbitro: | Hauge (Bergen) |

|                         |           |                    |
| Rønningen 11’ Bamba 28’ | Marcatori | 29’ Retsius Grødem |

| Arbitro: | Hagenes (Marikollen) |

|            |           |  |
| Shroot 30’ | Marcatori |  |

| Arbitro: | Hansen (Oslo) |

|                     |           |  |
| Mendy 18’ Bamba 82’ | Marcatori |  |

| Arbitro: | Borgersen (Oslo) |

|                         |           |                                      |
| Rønningen 33’ Bamba 45’ | Marcatori | 40’ Eriksen 85’ Engblom 89’ Geertsen |

| Arbitro: | Saggi (Drammen) |

|  |           |           |
|  | Marcatori | 41’ Mendy |

| Arbitro: | Jonsson Trædal (Oslo) |

|           |           |                |
| Bamba 64’ | Marcatori | 82’, 90’ Güven |

| Arbitro: | Haugen (Rælingen) |

|           |           |                          |
| Sørmo 27’ | Marcatori | 65’, 90’ Sørli 67’ Mendy |

| Arbitro: | Følstad Skarsem (Trondheim) |

|                          |           |               |
| Bamba 44’, 86’ Lekaj 74’ | Marcatori | 41’, 84’ Wiig |

| Arbitro: | Amland (Bergen) |

|          |           |                         |
| Næss 73’ | Marcatori | 44’ Lekaj 88’ Rønningen |

| Arbitro: | Moen (Oslo) |

|  |           |                         |
|  | Marcatori | 45’ Stilson 61’ Stilson |

| Arbitro: | Tennøy (Bergen) |

|                          |           |                                         |
| Solberg 25’ Krogstad 36’ | Marcatori | 52’ (rig.), 79’ (rig.) Økland 63’ Bamba |

| Kristiansund 16 ottobre 2016, ore 15:00 28ª giornata | Kristiansund BK      | 0 – 0 referto | Fredrikstad | Kristiansund Stadion (3.026 spett.)\| Arbitro: \| Hagenes (Marikollen) \| |
| Arbitro:                                             | Hagenes (Marikollen) |               |             |                                                                           |

| Arbitro: | Saggi (Drammen) |

|               |           |           |
| Brochmann 21’ | Marcatori | 25’ Bamba |

| Arbitro: | Hansen (Oslo) |

|                         |           |                         |
| Coly 26’ Bamba 54’, 90’ | Marcatori | 67’ Kurtović 90’ Kovács |

### Norgesmesterskapet
| Ålesund 13 aprile 2016, ore 18:00 Primo turno                                                                     | Herd                 | 2 – 2 (d.t.s.) referto | Kristiansund BK | AMFI Moa Stadion |
| \| \| \| \| \| Rekdal 43’ Kristjánsson 83’ \| Marcatori \| 36’ Diop 55’ Bamba \| \| \| Tiri di rigore 4 – 2 \| \| |                      |                        |                 |                  |
| |                      |                        |                 |                  |
| Rekdal 43’ Kristjánsson 83’                                                                                       | Marcatori            | 36’ Diop 55’ Bamba     |                 |                  |
| | Tiri di rigore 4 – 2 |                        |                 |                  |

## Statistiche

### Statistiche di squadra
| Competizione       | Punti | In casa | In casa | In casa | In casa | In casa | In casa | In trasferta | In trasferta | In trasferta | In trasferta | In trasferta | In trasferta | Totale | Totale | Totale | Totale | Totale | Totale | DR  |
| Competizione       | Punti | G       | V       | N       | P       | Gf      | Gs      | G            | V            | N            | P            | Gf           | Gs           | G      | V      | N      | P      | Gf     | Gs     | DR  |
| ------------------ | ----- | ------- | ------- | ------- | ------- | ------- | ------- | ------------ | ------------ | ------------ | ------------ | ------------ | ------------ | ------ | ------ | ------ | ------ | ------ | ------ | --- |
| 1. divisjon        | 62    | 15      | 11      | 1       | 3       | 26      | 15      | 15           | 8            | 4            | 3            | 21           | 15           | 30     | 19     | 5      | 6      | 47     | 30     | +17 |
| Norgesmesterskapet | -     | 0       | 0       | 0       | 0       | 0       | 0       | 1            | 0            | 1            | 0            | 2            | 2            | 1      | 0      | 1      | 0      | 2      | 2      | 0   |
| Totale             | -     | 15      | 11      | 1       | 3       | 26      | 15      | 16           | 8            | 5            | 3            | 23           | 17           | 31     | 19     | 6      | 6      | 49     | 32     | +17 |

### Andamento in campionato
| Giornata  | 1  | 2 | 3 | 4 | 5 | 6 | 7 | 8 | 9 | 10 | 11 | 12 | 13 | 14 | 15 | 16 | 17 | 18 | 19 | 20 | 21 | 22 | 23 | 24 | 25 | 26 | 27 | 28 | 29 | 30 |
| --------- | -- | - | - | - | - | - | - | - | - | -- | -- | -- | -- | -- | -- | -- | -- | -- | -- | -- | -- | -- | -- | -- | -- | -- | -- | -- | -- | -- |
| Luogo     | T  | C | T | C | T | C | T | C | T | C  | T  | T  | C  | T  | C  | T  | C  | T  | C  | C  | T  | C  | T  | C  | T  | C  | T  | C  | T  | C  |
| Risultato | P  | V | V | V | N | V | V | V | N | V  | V  | N  | V  | V  | V  | P  | V  | P  | V  | P  | V  | P  | V  | V  | V  | P  | V  | N  | N  | V  |
| Posizione | 14 | 5 | 3 | 2 | 4 | 4 | 3 | 3 | 2 | 2  | 1  | 1  | 1  | 1  | 1  | 1  | 1  | 1  | 1  | 1  | 1  | 1  | 1  | 1  | 1  | 1  | 1  | 1  | 2  | 1  |

Fonte:  OBOS-ligaen 2016, su altomfotball.no, Altomfotball.
Legenda:

Luogo: C = Casa; T = Trasferta. Risultato: V = Vittoria; N = Pareggio; P = Sconfitta.

### Statistiche dei giocatori
| Giocatore    | 1. divisjon | 1. divisjon | 1. divisjon | 1. divisjon | Norgesmesterskapet | Norgesmesterskapet | Norgesmesterskapet | Norgesmesterskapet | Coppe europee | Coppe europee | Coppe europee | Coppe europee | Altre coppe | Altre coppe | Altre coppe | Altre coppe | Totale   | Totale | Totale      | Totale     |
| Giocatore    | Presenze    | Reti        | Ammonizioni | Espulsioni  | Presenze           | Reti               | Ammonizioni        | Espulsioni         | Presenze      | Reti          | Ammonizioni   | Espulsioni    | Presenze    | Reti        | Ammonizioni | Espulsioni  | Presenze | Reti   | Ammonizioni | Espulsioni |
| ------------ | ----------- | ----------- | ----------- | ----------- | ------------------ | ------------------ | ------------------ | ------------------ | ------------- | ------------- | ------------- | ------------- | ----------- | ----------- | ----------- | ----------- | -------- | ------ | ----------- | ---------- |
| D. Bamba     | 28          | 20          | 4           | 1           | 1                  | 1                  | 0                  | 0                  |               |               |               |               |             |             |             |             | 29       | 21     | 4           | 1          |
| D. Berg      | 7           | 0           | 0           | 0           | 1                  | 0                  | 0                  | 0                  |               |               |               |               |             |             |             |             | 8        | 0      | 0           | 0          |
| R. Berntzen  | 0           | -0          | 0           | 0           | 0                  | -0                 | 0                  | 0                  |               |               |               |               |             |             |             |             | 0        | 0      | 0           | 0          |
| J. Bjerkås   | 8           | 0           | 1           | 0           | 0                  | 0                  | 0                  | 0                  |               |               |               |               |             |             |             |             | 8        | 0      | 1           | 0          |
| Å. Bruseth   | 1           | 0           | 0           | 0           | 0                  | 0                  | 0                  | 0                  |               |               |               |               |             |             |             |             | 1        | 0      | 0           | 0          |
| A. Coly      | 26          | 2           | 8           | 0           | 1                  | 0                  | 0                  | 0                  |               |               |               |               |             |             |             |             | 27       | 2      | 8           | 0          |
| A. Diop      | 14          | 6           | 4           | 0           | 1                  | 1                  | 0                  | 0                  |               |               |               |               |             |             |             |             | 15       | 7      | 4           | 0          |
| T. Ekpe      | 6           | 0           | 1           | 0           | -                  | -                  | -                  | -                  |               |               |               |               |             |             |             |             | 6        | 0      | 1           | 0          |
| V. Grodås    | 10          | 0           | 1           | 0           | -                  | -                  | -                  | -                  |               |               |               |               |             |             |             |             | 10       | 0      | 1           | 0          |
| A. Hopmark   | 27          | 0           | 0           | 0           | 1                  | 0                  | 0                  | 0                  |               |               |               |               |             |             |             |             | 28       | 0      | 0           | 0          |
| A. Hovdevik  | 0           | -0          | 0           | 0           | 1                  | -2                 | 0                  | 0                  |               |               |               |               |             |             |             |             | 1        | -2     | 0           | 0          |
| J. Isaksen   | 0           | 0           | 0           | 0           | 0                  | 0                  | 0                  | 0                  |               |               |               |               |             |             |             |             | 0        | 0      | 0           | 0          |
| L. Kalludra  | 27          | 0           | 2           | 0           | 1                  | 0                  | 0                  | 0                  |               |               |               |               |             |             |             |             | 28       | 0      | 2           | 0          |
| S. Koksvik   | 0           | 0           | 0           | 0           | 0                  | 0                  | 0                  | 0                  |               |               |               |               |             |             |             |             | 0        | 0      | 0           | 0          |
| R. Lekaj     | 10          | 2           | 0           | 0           | -                  | -                  | -                  | -                  |               |               |               |               |             |             |             |             | 10       | 2      | 0           | 0          |
| T. Lysø      | 0           | 0           | 0           | 0           | 0                  | 0                  | 0                  | 0                  |               |               |               |               |             |             |             |             | 0        | 0      | 0           | 0          |
| C. Månsson   | 30          | -30         | 1           | 0           | 0                  | -0                 | 0                  | 0                  |               |               |               |               |             |             |             |             | 30       | -30    | 1           | 0          |
| S. Mbaye     | 0           | -0          | 0           | 0           | -                  | -                  | -                  | -                  |               |               |               |               |             |             |             |             | 0        | 0      | 0           | 0          |
| J. Mendy     | 28          | 7           | 3           | 0           | 0                  | 0                  | 0                  | 0                  |               |               |               |               |             |             |             |             | 28       | 7      | 3           | 0          |
| E. Næss Lund | 19          | 0           | 3           | 0           | 0                  | 0                  | 0                  | 0                  |               |               |               |               |             |             |             |             | 19       | 0      | 3           | 0          |
| O. Nerland   | 0           | 0           | 0           | 0           | 0                  | 0                  | 0                  | 0                  |               |               |               |               |             |             |             |             | 0        | 0      | 0           | 0          |
| S. Økland    | 30          | 3           | 1           | 0           | 1                  | 0                  | 0                  | 0                  |               |               |               |               |             |             |             |             | 31       | 3      | 1           | 0          |
| K. Qaka      | 24          | 0           | 7           | 0           | 1                  | 0                  | 1                  | 0                  |               |               |               |               |             |             |             |             | 25       | 0      | 8           | 0          |
| A. Rødsand   | 0           | 0           | 0           | 0           | 0                  | 0                  | 0                  | 0                  |               |               |               |               |             |             |             |             | 0        | 0      | 0           | 0          |
| J. Rønningen | 29          | 4           | 3           | 0           | 1                  | 0                  | 0                  | 0                  |               |               |               |               |             |             |             |             | 30       | 4      | 3           | 0          |
| B. Seck      | 10          | 0           | 2           | 0           | 1                  | 0                  | 0                  | 0                  |               |               |               |               |             |             |             |             | 11       | 0      | 2           | 0          |
| R. Shaswari  | 3           | 0           | 0           | 0           | 1                  | 0                  | 0                  | 0                  |               |               |               |               |             |             |             |             | 4        | 0      | 0           | 0          |
| E. Sivertsen | 1           | 0           | 0           | 0           | 0                  | 0                  | 0                  | 0                  |               |               |               |               |             |             |             |             | 1        | 0      | 0           | 0          |
| S. Sørli     | 12          | 2           | 0           | 0           | 0                  | 0                  | 0                  | 0                  |               |               |               |               |             |             |             |             | 12       | 2      | 0           | 0          |
| T. Torske    | 26          | 0           | 0           | 1           | 1                  | 0                  | 1                  | 0                  |               |               |               |               |             |             |             |             | 27       | 0      | 1           | 1          |
| D. Ulvestad  | 30          | 0           | 2           | 0           | 1                  | 0                  | 0                  | 0                  |               |               |               |               |             |             |             |             | 31       | 0      | 2           | 0          |
| P. Ulvestad  | 7           | 0           | 1           | 0           | 0                  | 0                  | 0                  | 0                  |               |               |               |               |             |             |             |             | 7        | 0      | 1           | 0          |